# Intramacronucleata
Sous-embranchement
Les Intramacronucleata sont un sous-embranchement de protistes de l'embranchement des Ciliés.
Le sous-embranchement des Intramacronucleata a été nommé par Lynn (d), en 1996.

## Liste des classes
Selon le World Register of Marine Species (8 décembre 2024) :
- Oligotrichea

infra-embranchement des Rhabdophora
- Litostomatea

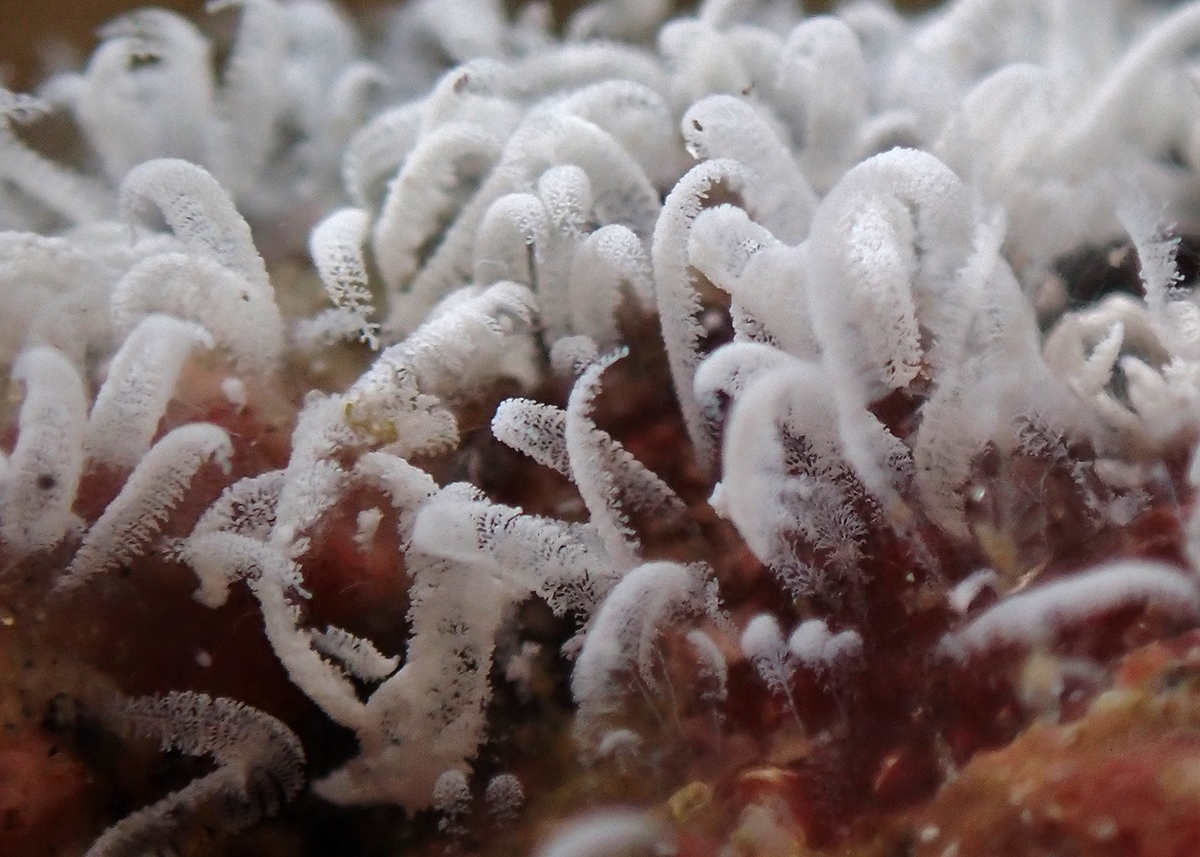
Colonies de Zoothamnium niveum (Oligohymenophorea) à la Réunion.

infra-embranchement des Spirotrichia
- Spirotrichea

infra-embranchement des Ventrata
- Colpodea
- Nassophorea
- Oligohymenophorea
- Phyllopharyngea
- Plagiopylea
- Prostomatea

Intramacronucleata incertae sedis
- ordre des Armophorida
- ordre des Clevelandellida
- ordre des Odontostomatida (en)
- ordre des Phacodiniida

Selon l'IRMNG (8 décembre 2024) :
- Armophorea
- Cariacotrichea
- Colpodea
- Litostomatea
- Muranotrichea (en)
- Nassophorea
- Oligohymenophorea
- Parablepharismea (en)
- Phyllopharyngea
- Plagiopylea
- Prostomatea
- Spirotrichea
- Kinetofragminophora synonyme de Litostomatea
- Oligohymenophora synonyme de Oligohymenophorea

## Publication originale
- (en) DENIS H. LYNN, « My Journey in Ciliate Systematics », Journal of Eukaryotic Microbiology, International Society of Protistologists, vol. 43, no 4,‎ juillet 1996, p. 253-260 (ISSN 1066-5234 et 1550-7408, DOI 10.1111/J.1550-7408.1996.TB03988.X).